# Gaillarde pour trompette et piano
Pour les articles homonymes, voir Gaillarde (homonymie).
Gaillarde est une œuvre de musique de chambre pour trompette et piano de la compositrice française Germaine Tailleferre, publiée en 1973.

## Contexte et création
La Gaillarde, pour trompette et piano, est composée en 1972 et dédiée à Maurice André,.
La partition est publiée par Henry-Lemoine en 1973,.